# 2877 Lihaciov
2877 Lihaciov, cu denumirea internațională (2877) Likhachev, este un asteroid din Centura de asteroizi dintre Marte și Iupiter. A fost descoperit de astronoma sovietică Liudmila Ivanovna Cernîh, la 8 octombrie 1969. Prezintă o orbită caracterizată de o axă majoră de 3,1131697 UA și de o excentricitate de 0,1884186, înclinată cu 2,34103° la ecliptică.
Asteroidul a primit numele savantului rus sovietic Dmitri Lihaciov.